# Šidvar
Šidvar (perz. شیدور) je otočić smješten u Perzijskom zaljevu odnosno iranskoj pokrajini Hormuzganu. Trapeznog je oblika i pruža se duljinom od 1,8 km u smjeru istok-zapad, površina mu iznosi približno 0,8 km², a od kopna je udaljen 10 km. Oko 1,5 km zapadno od Šidvara nalazi se otok Lavan. Šidvar i njegova obala stanište su brojnim pticama selicama, zmijama, kornjačama i školjkama zbog čega je ekološko zaštićeno područje.

## Poveznice
- Lavan
- Perzijski zaljev
- Popis iranskih otoka

## Vanjske poveznice
- (engl.) IRIB (28. prosinca 2008.): Beauties of Shidvar Island
- (engl.) Tehran Times (7. ožujka 2012.): Shidvar Island: A safe haven for the sea turtles  Arhivirana inačica izvorne stranice od 17. svibnja 2012. (Wayback Machine)